# Ема Горват
Ема Горват (англ. Ema Horvath; 28 січня 1994, Атланта, США) — американська акторка. Знана за ролями у фільмах «Лайкай. Ділись. Дивись.» (2017), «Шибениця 2» і «Похоронні байки» (обидва 2019) і «Що приховує вода» (2020). 2022 року приєдналася до фентезійного телесеріалу Amazon Prime «Володар перснів: Персні влади».

## Ранні роки
Народилася та виросла у США в сім'ї іммігрантів зі Словаччини. Перший акторський досвід отримала у віці п'яти років, коли дебютувала в ролі тюльпана в місцевому театрі. Два роки вивчала акторську майстерність в Інтерлокенському центрі мистецтв. Здобула ступінь бакалавра мистецтв з англійської літератури в Гарвардському університеті. Однією з її перших ролей, на першому курсі, була головна роль Катерини у повністю жіночій постановці «Приборкання норовливої» Шекспіра. 2016 року закінчила Гарвард та продовжила акторську кар'єру, отримавши свою першу роль у фільмі «Лайкай. Ділись. Дивись.».

## Кар'єра
Дебютувала в кіно з ролі Шелл у психологічному горорі Blumhouse Productions «Лайкай. Ділись. Дивись.» 2017 року. Світова прем'єра якого відбулася на фестивалі фільмів жахів «Screamfest» 18 жовтня 2017 року. 2019 року отримала головну роль Ауни Рю в надприродному фільмі жахів «Шибениця 2». Того ж року знялася в американському фільмі-антології жахів «Похоронні байки» 2019 року, який демонстрували на Міжнародному кінофестивалі «Фантазія». 2020 року продовжила серію появ у жахастиках, зігравши 16-річного підлітка у фільмі «Що приховує вода». Того ж року знялася в серіалі «Не зазирай глибше» від Quibi.
2022 року приєдналася до акторського складу фентезійного телесеріалу Prime Video «Володар перснів: Персні влади», який оснований на творах Дж. Р. Р. Толкіна. Говарт грає нуменорську Еаріен, сестру Ісілдура та дочку Еленділа. Хоча її героїня не з'являється в книгах, акторка прагнула дізнатися більше про світ Толкіна, спілкуючись з його шанувальниками. Горват відвідала нью-йоркську прем'єру і лондонську на Лестер-сквер 30 серпня 2022 року. У жовтні стало відомо, про її участь у третій частині серії фільмів «Незнайомці». 2023 року відбулась прем'єра детективної драми «Хто ви, люди?», в якому Говард виконала одну з головних ролей.

## Фільмографія

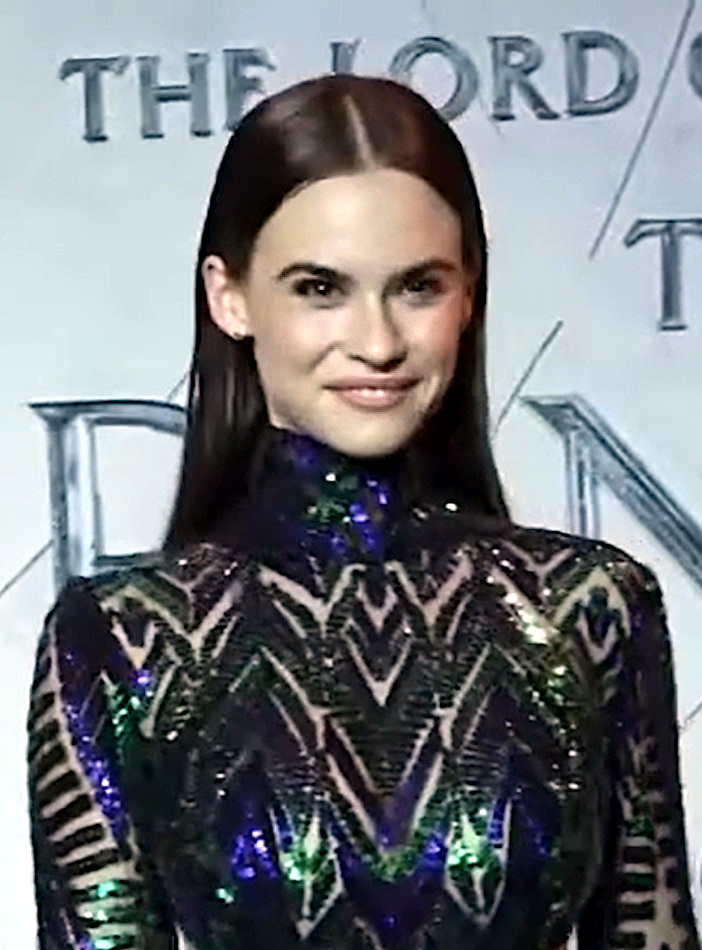
Ема Горват на прем'єрі LotR-TRoP Азія 2022

| Рік       |    | Українська назва              | Оригінальна назва                         | Роль          |
| --------- | -- | ----------------------------- | ----------------------------------------- | ------------- |
| 2017      | ф  | Лайкай. Ділись. Дивись.       | Like.Share.Follow.                        | Шелл          |
| 2019      | ф  | Шибениця 2                    | The Gallows Act II                        | Ауна Рю       |
| 2019      | кф | Двісті п'ятий                 | The Two Hundred Fifth                     | Максін Ларет  |
| 2019      | ф  | Похоронні байки               | The Mortuary Collection                   | Сандра        |
| 2020      | ф  | Що приховує вода              | What Lies Below                           | Ліберті Веллс |
| 2020      | с  | Не зазирай глибше             | Don’t look Deeper                         | Дженні        |
| 2022—2024 | с  | Володар перснів: Персні влади | The Lord of the Rings: The Rings of Power | Еарієн        |
| 2023      | ф  | Хто ви, люди?                 | Who Are You People                        | Алекс         |
| 2024      | ф  | Незнайомці: Глава 1           | The Strangers: Chapter 1                  | Шеллі         |